# Ivan Moscatelli
Ivan Moscatelli, né le 15 février 1944 à Borgosesia et mort le 5 août 2022, est un peintre italo-suisse contemporain.

## Biographie
Son père d’origine toscane, partisan durant la Résistance en Italie, et d’une mère d’ascendance vénitienne. Il suit sa scolarité primaire et secondaire dans sa ville natale de Borgosesia où il étudie le latin et le français.
Il émigre clandestinement en Suisse en 1959 et commence en 1965 à dessiner et à peindre en autodidacte tout en gagnant sa vie de petit boulot. Il deviendra un artiste à temps plein dès 1982.
Il a vécu à Wavre, dans la maison qui abrite son atelier.

## Carrière professionnelle
- 1978 : Museu João Batista Conti, Atibaia, São Paolo, Brésil
- 1979 : Museu de Arte de São Paolo « Assis Chateaubriand », Brésil
- 1979 : Museu de Arte Contemporanea de Parana, Curitiba, Brésil
- 1980 : Musée cantonal des Beaux-arts, Lausanne, Suisse
- 1980 : Museu de Arte, Campinas, São Paolo, Brésil
- 1982 : Musée des Beaux-arts, La Chaux-de-Fonds, Suisse
- 1985 : Fondation Le Grand-Cachot-de-Vent, Neuchâtel, Suisse
- 1985 : Musée International de l'Horlogerie, La Chaux-de-Fonds, Suisse
- 1992 : Bibliothèque nationale suisse, Berne, Suisse
- 1997 : Centro cultural Borges, Buenos Aires, Argentine
- 1998 : Musée suisse du vitrail, Romont, Suisse
- 2000 : Abbatiale de Bellelay, Suisse
- 2011 : Musée de La Vigne et du Vin, Château de Boudry, Neuchâtel, Suisse
- 2013 : Musée du Landeron, Fondation de l’Hôtel de Ville, Neuchâtel, Suisse

## Nombreux vitraux au sein de collections privées et publiques dont
- le Musée suisse du vitrail, Romont (FR), Suisse
- le Centre funéraire de La Chaux-de-Fonds (NE), Suisse
- le Temple d’Auvernier (NE), Suisse
- l’église catholique de Morat (concours national) (FR), Suisse
- la Chapelle de Beauregard de Neuchâtel, Suisse
- le Centre paroissial de Cossonay (VD), Suisse
- l’immeuble « Grande Fontaine », La Chaux-de-Fonds (NE), Suisse
- dans le grand hall de l’Opéra Bastille à Paris, France, le vitrail monumental Laudator Temporis offert par Vacheron Constantin à Genève.

## Publications
- Venise intime, récit, Publi Libris, 2006[2].